# Мария Музичук
Мария Олеговна Музичук (на украински: Музичук Марія Олегівна) е украинска шахматистка.
Тя е 15-та световна шампионка по шахмат за жени (6.4.2015 – 14.3.2016) – 2-ра в историята сред украинските шахматистки (след Анна Ушенина). Двукратен шампион на Украйна (2012, 2013). Като част от женския национален отбор на Украйна е победителка в Световното отборно първенство (2013) и Европейското отборно първенство (2013). Гросмайстор за жени (2007), международен майстор (2008), гросмайстор (2015).

## Биография
Родена е на 21 септември 1992 г. в град Стрий, Лвовска област, Украйна. Тя е по-малката сестра на украинската шахматистка Анна Музичук. Родителите на Мария и Анна са треньори по шах, заслужили треньори на Украйна.
През 2015 г. Мария става световна шампионка, след като печели титлата в турнир, проведен по система нокаут. В 1/32 финалната среща Музичук елиминира представителката на Канада Юанлин Юан с резултат 2½:1½. В 1/16 финалната среща Мария побеждава полската шахматистка Моника Соцко с 3:1. В мача от 1/8 финалите Музичук печели срещу бившата световна шампионка, българката Антоанета Стефанова с резултат 1½:½. В четвъртфиналната среща Мария побеждава световната вицешампионка от 2011 г. Хъмпи Конеру от Индия с 2½:1½ точки. На полуфинала Музичук печели срещу друга индийска шахматистка, Харика Дронавали, с резултат 3½:2½. На финала Мария победи представителката на Русия Наталия Погонина с резултат 2½:1½ точки. По време на шампионата бъдещата световна шампионка е тренирана от международния гросмайстор Александър Белявски . За победата си на световното първенство на 8 април 2015 г. шахматистката е наградена с Орден за заслуги, III степен .
Носителка е на наградата Каиса на ФИДЕ за 2015 г. като най-добра шахматистка на годината. Шахматният Оскар „Каиса“, проектиран и изработен от майсторите от Бижутерийната къща „Lobortas“, е тържествено връчен на 8 септември 2016 г. по време на 42-ата шахматна олимпиада в Баку.
През 2016 г. Мария Музичук не успява да защити световната си титла в мач срещу китайката Хоу Ифан.